# نوكاردية خمرية
نوكاردية خمرية (الاسم العلمي: Nocardia vinacea) هي نوع من البكتيريا تتبع جنس النوكاردية من فصيلة النوكارديات.